# Sara Cardin
Pour les articles homonymes, voir Cardin.
Sara Cardin, née le 27 janvier 1987 à Conegliano, est une karatéka italienne. 

## Carrière
Elle a remporté la médaille d'or du kumite féminin des moins de 55 kg aux championnats du monde de karaté 2014 à Brême et aux championnats d'Europe de karaté 2010 à Athènes, 2014 à Tampere et 2016 à Montpellier.
Elle est médaillée de bronze en moins de 55 kg aux Championnats d'Europe de karaté 2018 à Novi Sad et aux Jeux méditerranéens de 2018 à Tarragone.
Elle remporte également la médaille d'argent par équipe aux Championnats d'Europe 2018.